# La Fée
La Fée (срп. Вила) сингл је француске кантауторке Заз скинут са њеног дебитантског албума Zaz. Ово је трећи сингл са албума после песме Je veux и Le Long de la route. Сингл је издат у фебруару 2011. Продуцент песме је био познати је француски кантаутор, продуцент и глумац Рафаел Арош.